# Барретт, Уильям (философ)
Уильям Кристофер Барретт (англ. William Christopher Barrett; 1913—1992) — американский философ и историк философии.

## Из биографии
Был профессором философии в Нью-Йоркском университете с 1950 по 1979 год. Он начал свое высшее образование в Нью-Йоркском городском колледже в возрасте 15 лет, получил диплом доктора философии (Phd. D.) от Колумбийского университета. Он был редактором журнала «Partisan Review», а позднее литературным критиком месячника «The Atlantic». Он хорошо известен как автор философских трудов для неспециалистов. Пожалуй, наиболее известными его книгами являются «Иррациональный человек: Обзор экзистенциальной философии» и «Иллюзия техники», которые продолжают издавать до этого дня.
Как и много других интеллектуалов своего поколения, Барретт некоторое время был близок к марксизму, перед тем как направить свою энергию в русло ознакомления широкого читателя с европейскими направлениями в философии, в частности с экзистенциализмом. «Иррациональный человек» в дальнейшем остается одним из наиболее доступных обзоров экзистенциализма английском языке.
На протяжении многих лет, Барретт был добрым другом поэта Делмора Шварца. Он был знаком со многими другими литераторами своего времени, в частности с Эдмундом Уилсоном, Филиппом Равом и Альбером Камю. На него имели большое влияние философия Ницше, Кьеркегора и Хайдеггера. Он был редактором классического труда Судзуки 1956 года «Дзен Буддизм». В художественной литературе, его вкусы включали некоторых русских писателей, в частности Достоевского.
Он был отцом Сьюзан и Майкла Барреттов, мужем Джулиет Бигни Барретт и дедом Маделайн, Натали, Киган, Киры и Риана. Барретт также был отцом Эллен (Нелл) Барретт от своего второго брака с Маргарет Меррик Бойс Барретт, а также дедом Джорджии и Клинтона.
Закон Баррета был назван в его честь: «не каждый, кто может прочитать произведения ученых исследователей является экспертом в областях, которые обсуждаются в этих произведениях» (ст. 99).

## Книги
- «Что такое экзистенциализм?» (1947), Partisan Review, 1964 Random House ISBN 0-394-17388-0
- «Иррациональный человек: Обзор экзистенциальной философии» (1958), Doubleday, Anchor Books paperback (1962): ISBN 978-0-385-03138-7
- «Философия в двадцатом столетии» (1962), 4 тома, Уильям Барретт и Генри Д. Айкен, ред., Random House
- «В момент необходимости: Формы воображения в двадцатом веке» (1972), Harper Bros ISBN 0-06-131754-3
- «Иллюзия техники: Поиск значения в технологической цивилизации» (1979), Doubleday, ISBN 978-0-385-11202-4
- «Лентяи: Приключения среди интеллектуалов» (1982), мемуары, Doubleday, ISBN 978-0-385-17328-5
- «Смерть души: От Декарта к компьютеру» (1986), Doubleday, ISBN 978-0-385-17327-8